# Luchtdichtheidsmeting
Een luchtdichtheidsmeting, druktest of in het Engels blowerdoortest is een kwaliteitscontrole op de luchtdichtheid van uitgevoerde bouwwerken. Ze wordt vaak gecombineerd met een infraroodonderzoek. 
Door middel van een ventilator wordt het gebouw in over- en onderdruk (50 Pa) gezet om te meten hoeveel lucht bij een bepaalde druk het gebouw verlaat en binnenkomt.
De graad van luchtdichtheid weerspiegelt de kwaliteit van een gebouw op het vlak van isolatie en infiltratie (onbedoelde ventilatie). 
De voordelen van een goede luchtdichtheid zijn:
1. direct: van invloed op EPC- en/of BENG-eisen:
  - voorkomen van warmteverliezen;
  - besparing van energie;
  - verbetering van het thermisch comfort;
2. indirect: van invloed op andere prestatie-eisen:
  - verbetering van de prestaties van het ventilatiesysteem;
  - beperking van het risico op condensatie in wanden;
  - verbetering van het akoestisch comfort;
  - verbeterde geluidsisolatie.